# Kartitsch
Kartitsch – gmina w Austrii, w kraju związkowym Tyrol, w powiecie Lienz. Według danych Austriackiego Urzędu Statystycznego liczyła 812 mieszkańców (1 stycznia 2015).